# Estación de Sarratu
Sarratu es un proyecto de estación ferroviaria que se ubicará en el barrio homónimo de Basauri.
La estación será la cabecera oeste de la línea L5 del metro de Bilbao.
En ella también paran los servicios de Euskotren Trena de las líneas E1 (Matiko-Bilbao–Amara-Donostia) y E4 (Matiko-Bilbao–Bermeo).

## Historia
En esta misma ubicación existió una estación que enlazaba con la estación de Matiko a través del conocido como ramal de La Industrial a Azbarren (Basauri). Esta línea de tren transcurría por un túnel aprovechado hoy por la Línea 1 del metro de Bilbao. A través de ella, era posible llegar directamente desde Basauri y Etxebarri a la playa sin transbordos, gracias a que llegaba sin interrupción a Plencia. La estación cerró en 1969 luego de que el túnel citado antes colapsara y se decidiera cerrar la línea en vez de arreglarla. No tendría uso hasta 25 años después, con su aprovechamiento para el metro.
El proyecto actual de nueva estación pretende que Sarratu sea una moderna intermodal entre las líneas 1, 2 y 3 del Metro de Bilbao y Bizkaibus, de tal modo que el barrio de Sarratu se convierta en un hub de intercambio de pasajeros. Dará servicio a una zona de creciente población, tanto en el municipio de Basauri como el de Etxebarri. Debido a todo ello, se clausurará la actual Estación de Ariz-Basauri, situada a apenas medio kilómetro de distancia. Cabe añadir que en un futuro se podrá llegar al aeropuerto de Bilbao directamente desde esta estación, gracias al ramal que conducirá al aeródromo vizcaíno.